# 메트로 AG

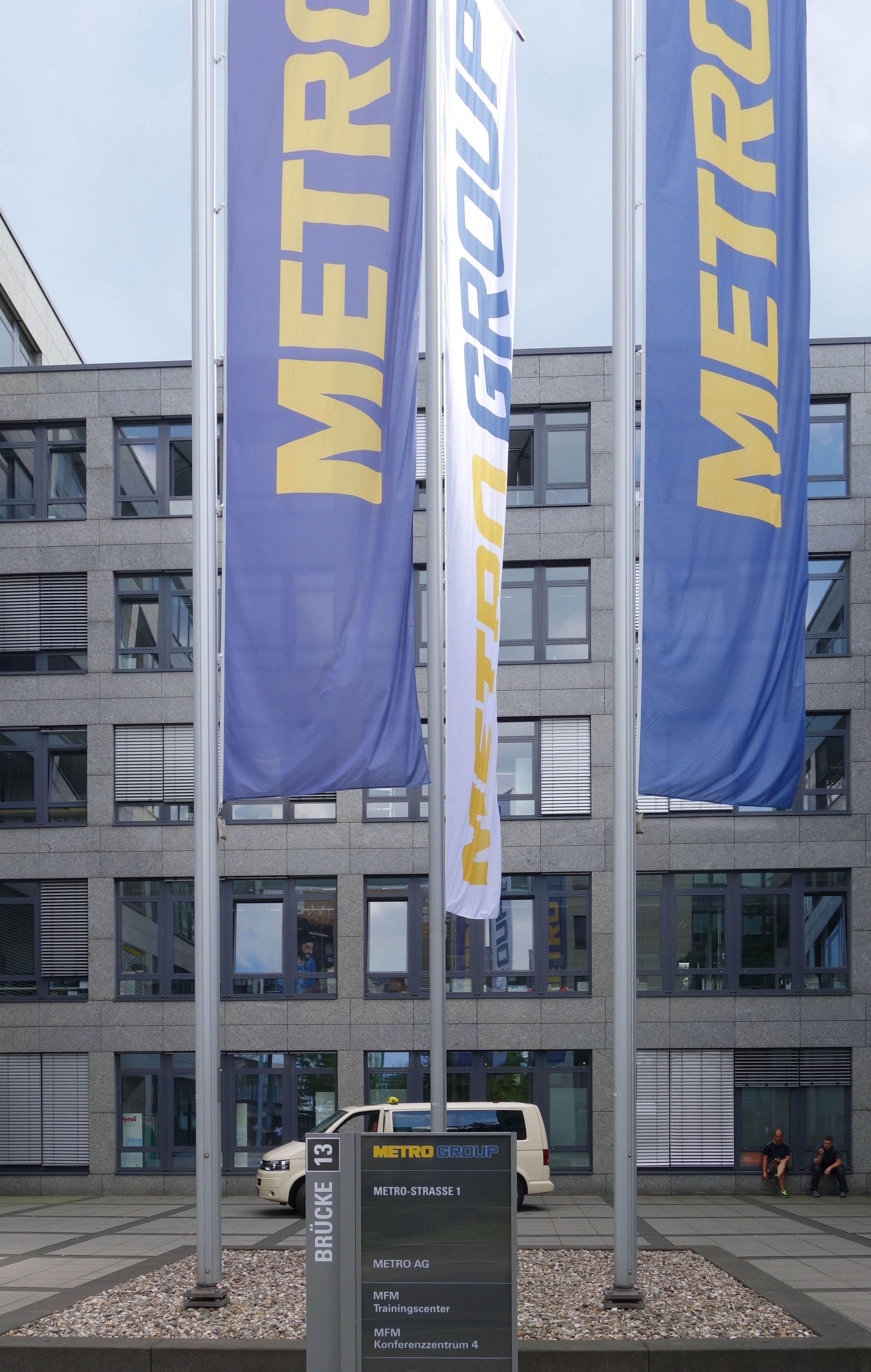

메트로 AG(Metro AG)는 주로 메트로 브랜드의 비즈니스회원의 무배달 현금 스토어만 운영하는 뒤셀도르프에 위치한 독일의 다국적 기업이다.
코스트코나 샘스클럽같은 미국의 창고형 클럽들과는 달리 개인 고객이 대부분의 메트로 지역의 회원권을 취득하는 것은 불가능하다. 2020년 기준으로 유럽과 아시아 내 24개국에서 약 680곳의 스토어를 운영 중이다.
1964년 설립되었다. 2010년 기준으로 월마트, 까르푸, 테스코에 이어 소득 규모에서 세계에서 4번째로 큰 소매 기업이었다.